# NGC 5801
NGC 5801 је спирална галаксија у сазвежђу Вага која се налази на NGC листи објеката дубоког неба.
Деклинација објекта је - 13° 54' 13" а ректасцензија 15h 0m 25,9s. Привидна величина (магнитуда) објекта NGC 5801 износи 14,7 а фотографска магнитуда 15,5. NGC 5801 је још познат и под ознакама NPM1G -13.0467, PGC 53596.